# Pragma once
Nas linguagens de programação C e C++, #pragma once é uma diretiva de compilação não standard mas que é largamente adotada por alguns compiladores, como o Microsoft Visual C++. 
Esta diretiva é usada em headers (ficheiros com extensão ".h" ou ".hpp", por exemplo) e serve para fazer com que o ficheiro atual apenas seja incluído uma vez durante o processo de compilação. Serve o mesmo propósito que as #include guards, mas com as vantagens de requerer menos código, evitar colisões de nomes, e em alguns casos até melhorar o tempo de compilação.

## Exemplo
File "creature.h"
```
#pragma once

struct
 
creatureInfo

{

    
int
 
member
;

};

```

File "animal.h"
```
#include
 
"creature.h"

```

File "human.h"
```
#include
 
"creature.h"

#include
 
"animal.h"

```

Neste exemplo o ficheiro creature.h apenas será compilado uma vez, apesar de os ficheiros animal.h e human.h ambos o definirem.